# NGC 291
NGC 291 é uma galáxia espiral (Sa) localizada na direcção da constelação de Cetus. Possui uma declinação de -08° 46' 03" e uma ascensão recta de 0 horas, 53 minutos e 29,8 segundos.
A galáxia NGC 291 foi descoberta em 27 de Setembro de 1864 por Albert Marth.